# Thành phố đô thị Venezia
Thành phố đô thị Venezia (tiếng Ý: Città Metropolitana di Venezia) thuộc vùng Veneto, Ý. Thủ phủ là thành phố Venezia. Nó thay thế tỉnh Venezia vào năm 2015 và bao gồm thành phố Venezia cùng 43 khu tự quản(comuni) khác. Nó được tạo ra trong cải cách chính quyền địa phương (Luật 142/1990)]] và thành lập theo Luật 56/2014. Thành phố đô thị Venezia được lãnh đạo bởi thị trưởng vùng đô thị (Sindaco metropolitano) và hội đồng vùng đô thị (Consiglio metropolitano). Kể từ ngày 15 tháng 6 năm 2015, Luigi Brugnaro là thị trưởng của thành phố.

## Hành chính
- Annone Veneto
- Campagna Lupia
- Campolongo Maggiore
- Camponogara
- Caorle
- Cavallino-Treporti
- Cavarzere
- Ceggia
- Chioggia
- Cinto Caomaggiore
- Cona
- Concordia Sagittaria
- Dolo
- Eraclea
- Fiesso d'Artico
- Fossalta di Piave
- Fossalta di Portogruaro
- Fossò
- Gruaro
- Jesolo
- Marcon
- Martellago
- Meolo
- Mira
- Mirano
- Musile di Piave
- Noale
- Noventa di Piave
- Pianiga
- Portogruaro
- Pramaggiore
- Quarto d'Altino
- Salzano
- San Donà di Piave
- San Michele al Tagliamento
- Santa Maria di Sala
- San Stino di Livenza
- Scorzè
- Spinea
- Stra
- Teglio Veneto
- Torre di Mosto
- Venezia
- Vigonovo